# Psellogrammus
Genre

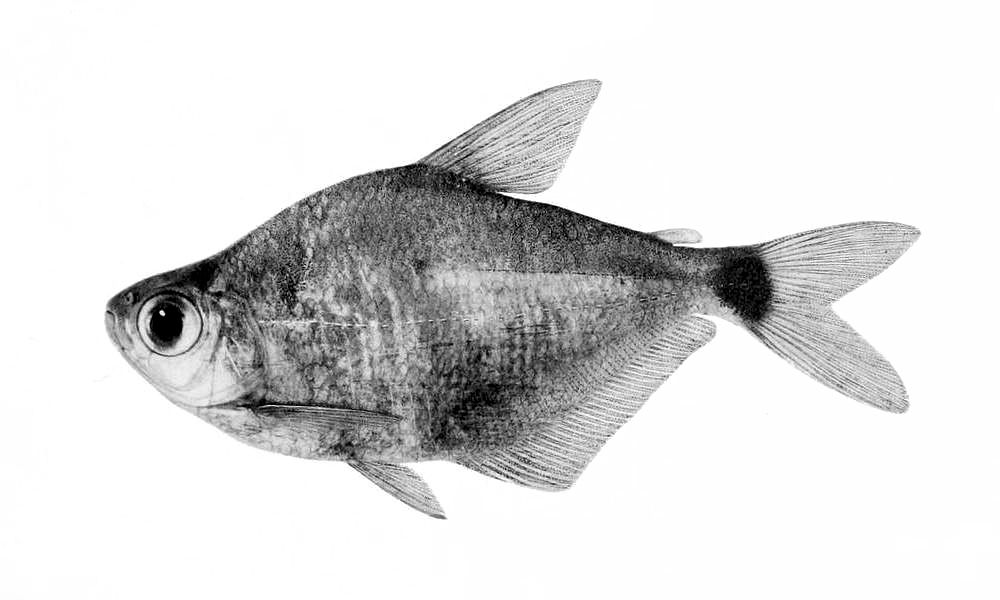
Figure de l'espèce de poissons characidés Psellogrammus kennedyi, tirée de l'ouvrage de 1917 « The American Characidae ».

Psellogrammus est un genre de poissons téléostéens de la famille des Characidae et de l'ordre des Characiformes. Le genre Psellogrammus est monotypique, c'est-à-dire qu'il n'est composé que d'une seule espèce, Psellogrammus kennedyi.

## Liste d'espèces
Selon FishBase (13 juin 2015) :
- Psellogrammus kennedyi (Eigenmann, 1903)